# Mogulriket
Mogulriket (även Stormoguls rike) var ett indiskt kejsardöme grundat år 1526 av den turkmongoliske erövraren Babur. Riket upphörde 1858 genom att Storbritannien annekterade mogulernas rike. Stormogulerna var muslimer och under deras tid omvände sig delar av befolkningen till denna religion. Rikets makt minskade avsevärt efter Aurangzebs död 1707, då maratherna och britterna trängde fram i Indien.

## Mogulrikets politiska ekonomi
Moguldynastins invasion av Indien motiverades av norra Indiens rikedomar. Imperiet kom sedan att upprätthållas genom ett feodalsystem. En mansab, eller feodalherre, gavs av stormogulen rätt att beskatta sitt område, mot att han ställde upp trupper i stormogulens tjänst.
Periodvis togs också skatt ut av de hinduiska invånarna i riket. De som omvände sig till islam slapp denna skatt, beroende på ett förbud i Koranen mot att beskatta de rättroende.

## Tidsaxel
- Uzbekerna drev bort den turkmongoliske fursten Babur (modersmål: Tjagataiska) från hans rike i Ferghana i Centralasien. Babur lyckades istället erövra delar av nuvarande Afghanistan och bli härskare i Kabul. Frestad av det rika Nordindien gick han vidare mot sydöst. Tack vare överlägset kavalleri och artilleri lyckades Babur besegra numerärt överlägset motstånd och först erövra Punjab, sedan ansenliga delar av Nordindien, där han 1526 utropade sig som stormogul.
- 1556 blev Akbar den store stormogul vid 13 års ålder, och lyckades tack vare militär skicklighet, och en tolerant politik gentemot det hinduiska folkflertalet där han avskaffade den särskilda skatten för icke-muslimer 1564, utöka riket åt alla håll:
  - 1560 erövrades Malwa
  - 1564 Gondwana
  - 1567 även det starka Rajputana
  - 1573 Gujarat
  - 1574–1576 Bengalen
  - 1580 En motgång: Uppror i Bihar och Bengalen
  - 1586 Kashmir
  - 1593 Sindh
  - 1594 Baluchistan
  - 1595 Kandahar i nuvarande Afghanistan (erövrades sedan av perserna 1622 efter Akbars bortgång), samt
  - 1601 Khandesh
- 1605 Sedan Akbar den store avlidit blev Djahangir stormogul. Persisk hovkultur infördes i huvudstaden Agra. Konsterna gynnades, och Djahangir formade slutligen den specifikt mogulska kulturen genom en blandning av muslimskt, hinduiskt och persiskt.
- Shah Jahan efterträdde Djahangir 1627, och lät bygga Taj Mahal samt Påfågelstronen. Militärt förblev shah Jahan föga framgångsrik.
- Shah Jahan flyttade huvudstaden från Agra till Delhi, där han byggde det gigantiska fortet Shahjahanabad, som innehåller en hel stad för hovet och stadens militära garnison.
- 1658: Efter rykten om att shah Jahan skulle vara sjuk utbröt en maktkamp mellan hans söner. Aurangzeb, shahens tredje son, lyckades gripa fadern och spärra in honom i Agra Fort, där han avled 8 år senare. Aurangzeb ökade förtrycket mot den hinduiska befolkningen, och återinförde beskattningen av icke-muslimer, samt förbjöd byggandet av hinduiska tempel. Detta ledde till återkommande uppror runt om i riket. Samtidigt avslutades en period där mogulerna fört ett överdådigt hovliv och lagt ner stora penningsummor på storslagna byggprojekt. Inte heller kulturlivet gynnades längre av stormogulen. Trots svårigheter lyckades Aurangzeb ge mogulriket dess största utsträckning någonsin.
- Under Muhammad Shah 1719-1748 förlorade stormogulerna mycket av sin makt.
- Mogulrikets guvernör på Deccan, Asaf Jah Nizam al-Mulk, förklarade 1724 Hyderabad som en självständig stat. Hans efterföljare fortsatte att styra detta rike fram till Indiens självständighet 1947.
- Den iranske shahen Nadir Shah invaderade Indien och plundrade 1739 Delhi, där han rövade bort påfågelstronen och Koh-i-Noor, världens största diamant.
- Brittiska Ostindiska Kompaniet besegrade nawaben av Bengalen vid slaget i Plassey 1757, och erövrade denna provins från mogulriket.
- Brittiska Indien upprättades 1858 genom beslut i det brittiska parlamentet, och britterna annekterade vad som är kvar av mogulriket.